# Košařiska
Košařiska (v místním nářečí a polsky Koszarzyska, německy Kosarzisk) jsou obec v okrese Frýdek-Místek v Moravskoslezském kraji. Žije zde 354 obyvatel. Leží na potoce Kopytná. Značnou část obyvatel (téměř 40 %) tvoří polská menšina.
Ve vzdálenosti devět kilometrů severně leží město Třinec, sedmnáct kilometrů severně město Český Těšín, 23 kilometrů západně město Frýdlant nad Ostravicí a 26 kilometrů západně město Frýdek-Místek.

## Název
Název vesnice je množné číslo obecného košařisko - "místo, kde stojí košáry". Košár bylo označení pro lehký plot pro ovce složený z přenosných, z proutí pletených dílů; pravděpodobně jde o slovo jihoslovanského původu.

## Historie
První písemná zmínka o obci pochází z roku 1643. Osadníci z této vesnice byli poprvé zmiňováni v urbáři z roku 1657. Ve vzpomínkách katolických kněží z Jablůnkova a Vendryně z roku 1663, kteří se pokusili připojit k vesnici farnost, se Košařiska nazývají „nový dvůr“. Nakonec se katolíci z Košařisek připojili k farnosti jablunkovské a evangelici k farnosti v Bystřici. V roce 1828 byla ve vesnici zřízena veřejná škola. Ondřej Kotas byl prvním učitelem. V roce 1841 ho následoval Pavel Chudoba. Dalšími učiteli byli Jiří Pomykasz (1846-1850), Jan Macura (do roku 1852), Adam Henczołka (1852-1853) a Jan Marosz (1853-1888).
V roce 1837 se živilo zemědělstvím 44% obyvatel Košařisek a ostatní žili výhradně z chovu skotu. Podle rakouského sčítání lidu v roce 1910 měla Koszarzyska 471 obyvatel, z toho 466 (98,9%) polsky, 4 (0,8%) německy a 1 (0,2%) česky mluvicích, 61 (13%) byli katolíci a 410 (87%) byli protestanti.

## Obyvatelstvo
| Rok            | 1869 | 1880 | 1890 | 1900 | 1910 | 1921 | 1930 | 1950 | 1961 | 1970 | 1980 | 1991 | 2001 | 2011 | 2021 |
| -------------- | ---- | ---- | ---- | ---- | ---- | ---- | ---- | ---- | ---- | ---- | ---- | ---- | ---- | ---- | ---- |
| Počet obyvatel | 489  | 480  | 487  | 470  | 471  | 442  | 489  | 389  | 424  | 412  | 392  | 372  | 365  | 354  | 343  |
| Počet domů     | 61   | 62   | 72   | 70   | 68   | 72   | 74   | 73   | 83   | 93   | 94   | 93   | 104  | 88   | 110  |

Věková struktura obce k roku 2011

## Obecní správa
Mezi lety 1869–1979 Košařiska byla obcí v okrese Český Těšín (v letech 1869–1910 Těšín) (1869–1950) a později v okrese Frýdek-Místek. Od 1. ledna 1980 do 28. února 1990 patřila jako část obce k Bystřici a od 1. března 1990 jsou opět samostatnou obcí.

### Starostové obce
- Jiří Rusz
- Jana Kohutová
- Ing. František Kufa (2010–2014)
- Vítězslav Dyrčík (od 2014)
- Janusz Klimek (od 2018)

### Obecní symboly
Znak a vlajka byly obci uděleny rozhodnutím předsedy Poslanecké sněmovny Parlamentu České republiky dne 4. června 1998.

## Doprava
Obec se nachází poměrně mimo frekventovanější dopravní tahy v ústraní hor. Jedinou větší cestou která do obce přichází je ta od obce Milíkov, která následně pokračuje pod vrch Kozubová, kde její zpevněná část končí. Celá zástavba obce je situována právě okolo této cesty. Okolím obce pod vrcholy hor však prochází několik desítek lesních cest, využívaných zejména lesníky.
Autobusová doprava je v obci zajišťována dopravcem Z-Group bus a.s. ve dvou linkách vedoucích z Jablunkova a Třince. Obyvatelům jsou k dispozici celkem tři zastávky (Host. Samiec, Vodárna, Milíř). Železniční dopravu  obec nemá, nejbližší železniční zastávka je v Bocanovicích, či v Návsí. 
Katastrem obce je vedeno několik značených tras, čemuž napomáhá poloha obce mezi významnými beskydskými vrcholy Ostrý a Kozubová. Turisticky jsou Košařiska lákající též díky cyklostezkám. Vyznačena je zde taktéž Naučná stezka Po stopách salašnictví dlouhá 6,1 kilometru s devíti zastaveními.

## Galerie

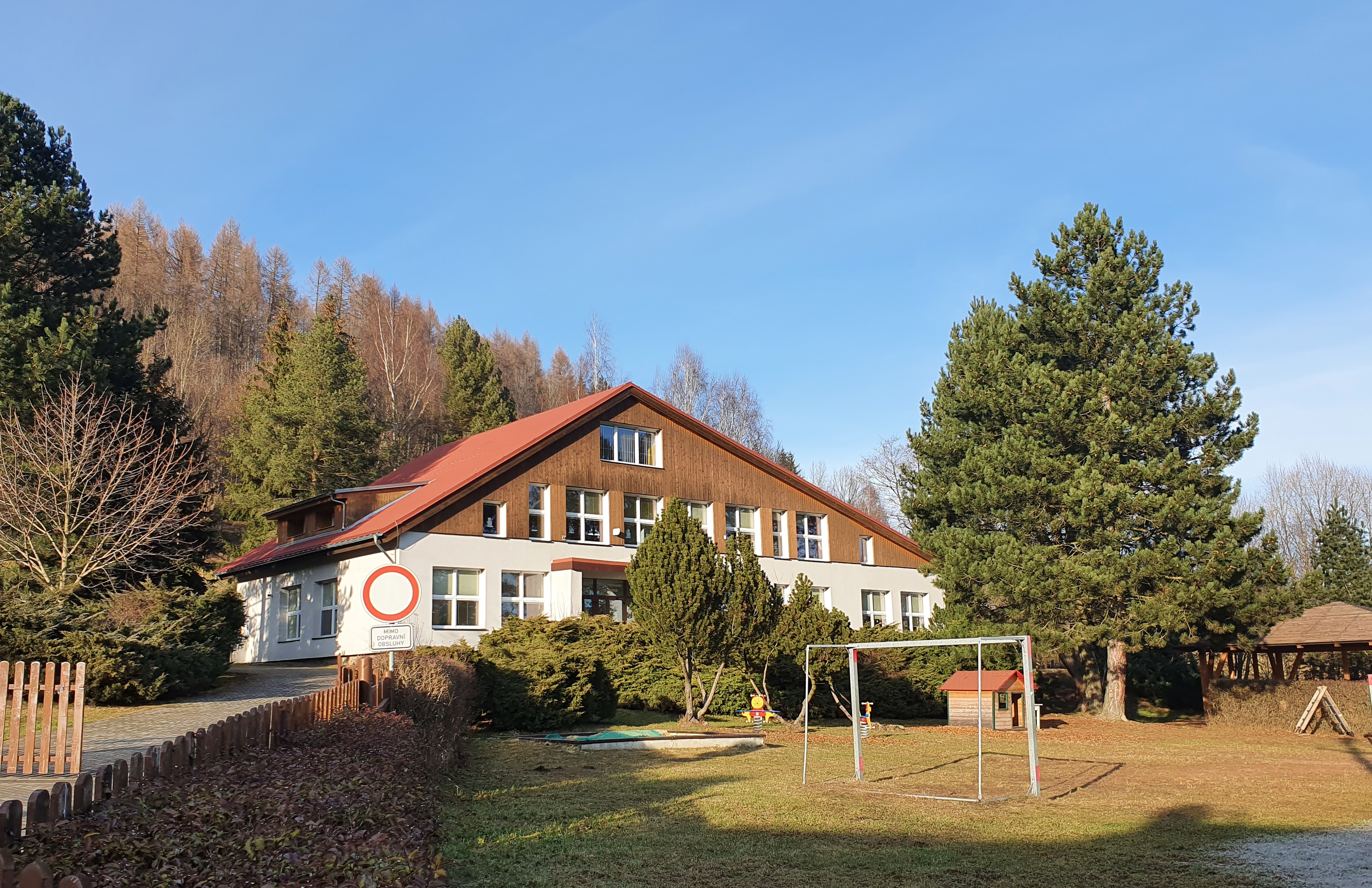
Česká a polská škola
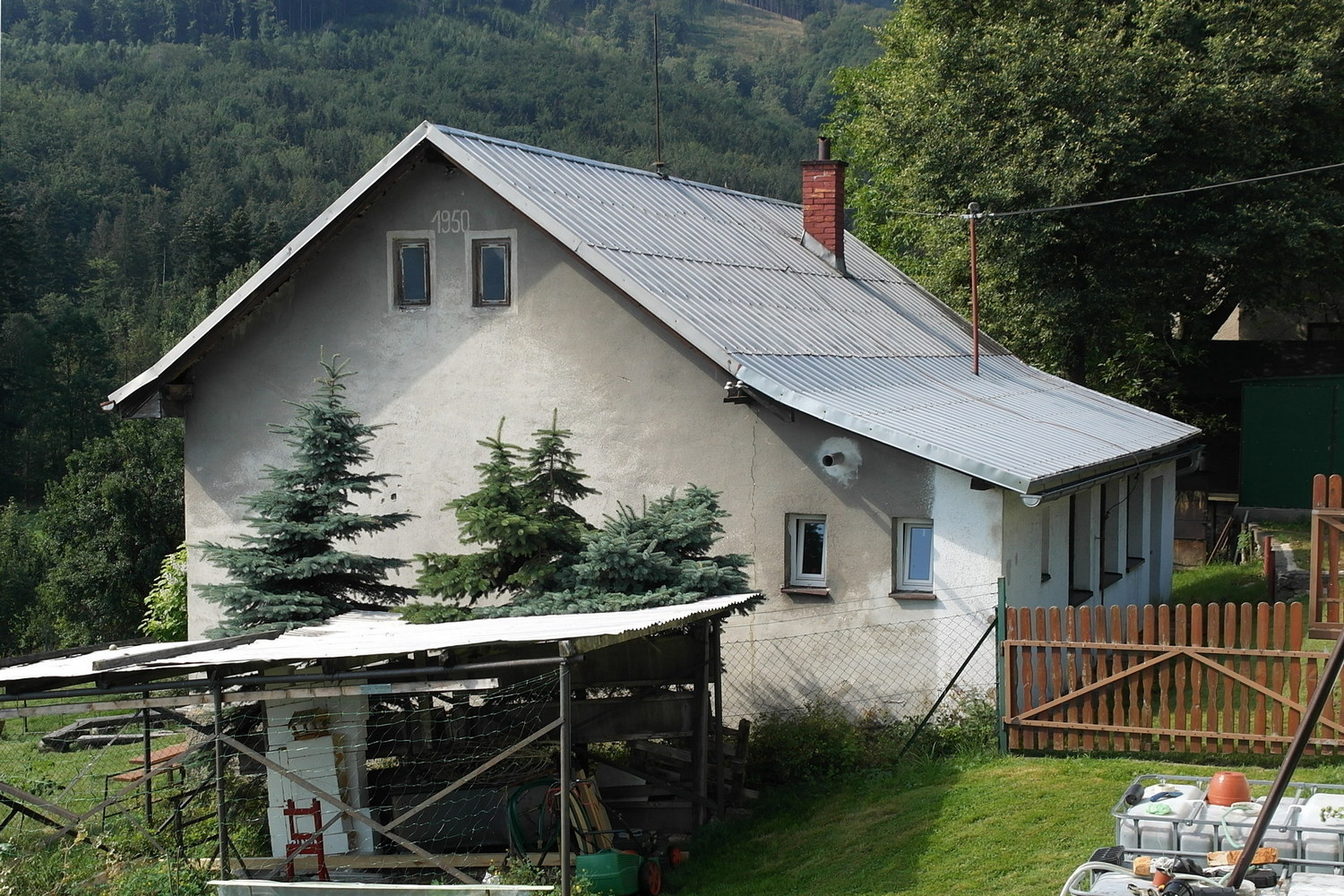
Dům PZKO
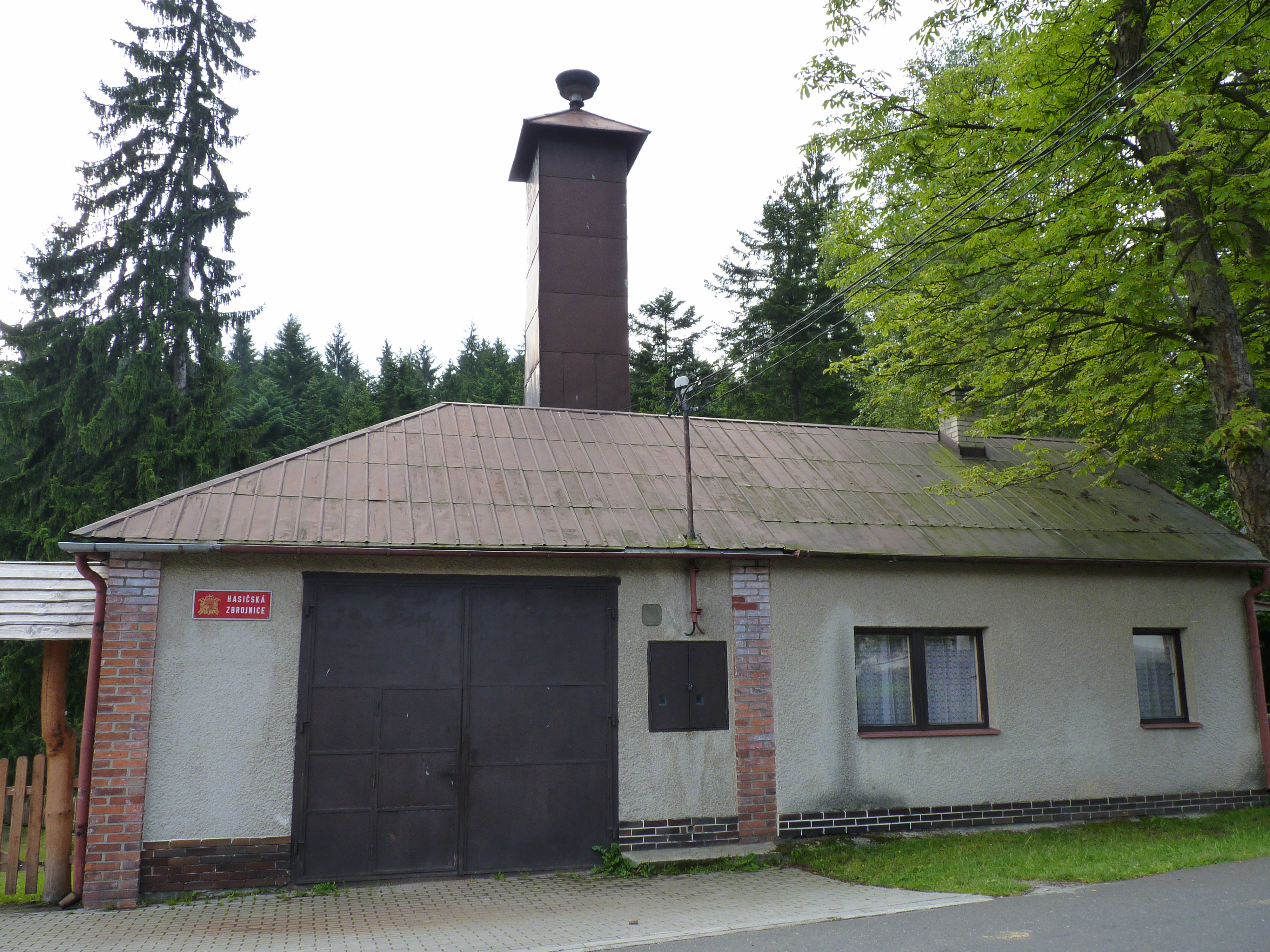
Hasičská zbrojnice
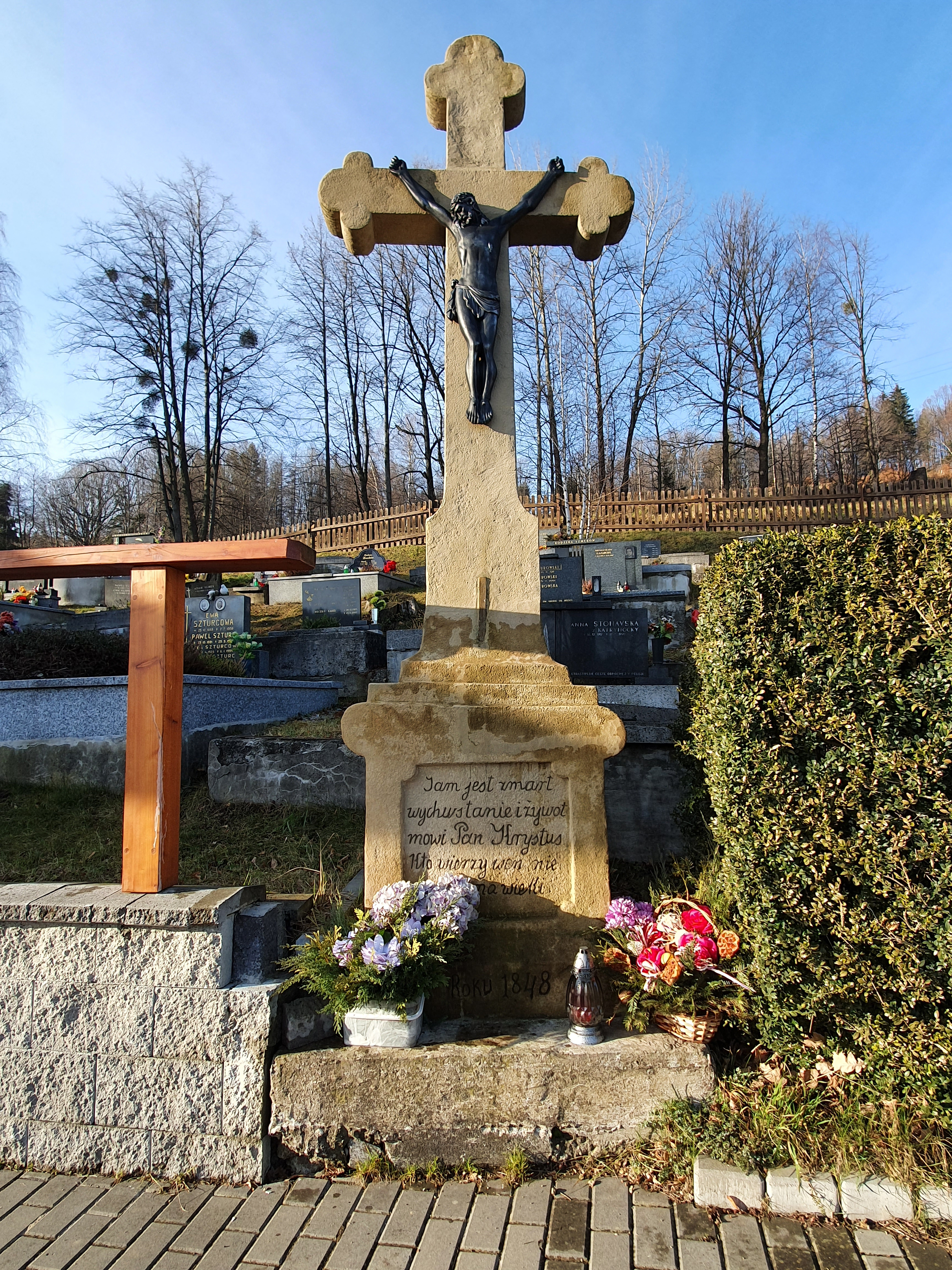
Hřbitov